# Symmachia leopardinum
Espèce
Symmachia leopardinum est une espèce de lépidoptères (papillons) de la famille  des Riodinidae et du genre Symmachia.

## Taxonomie
Symmachia leopardinum a été décrit par Cajetan Freiherr von Felder et Rudolf Felder en 1865 sous le nom de Cricosoma leopardinum.

## Description
Symmachia leopardinum est un papillon au corps annelé orange et marron, au dessus des ailes orange à frange marron avec une ligne submarginale de taches marron et tacheté de marron à la façon d'une peu de léopard.
Le revers présente la même ornementation.

## Biologie
Symmachia leopardinum a été trouvé sur des fleurs en janvier et février.

## Distribution et biotopes
Symmachia leopardinum est présent au Brésil et en Guyane,.
Il réside dans la zone côtière.

## Protection
Pas de statut de protection particulier[réf. nécessaire].